# Váh
La rivière Váh (prononciation slovaque : [vaːx], en allemand : Waag), est un cours d'eau du bassin du moyen Danube, en Slovaquie, et un affluent gauche du Danube.

## Géographie
Le Váh est, avec ses 403 km, la plus longue rivière de la Slovaquie. Il prend naissance dans les Basses Tatras pour rejoindre le Danube au niveau de la ville de Komárno.
On distingue deux sources : le Váh blanc (Biely Váh) et le Váh noir (Čierny Váh).
Le lac de barrage Liptovská Mara, le plus grand de Slovaquie, a été implanté sur son cours.